# 索科羅島

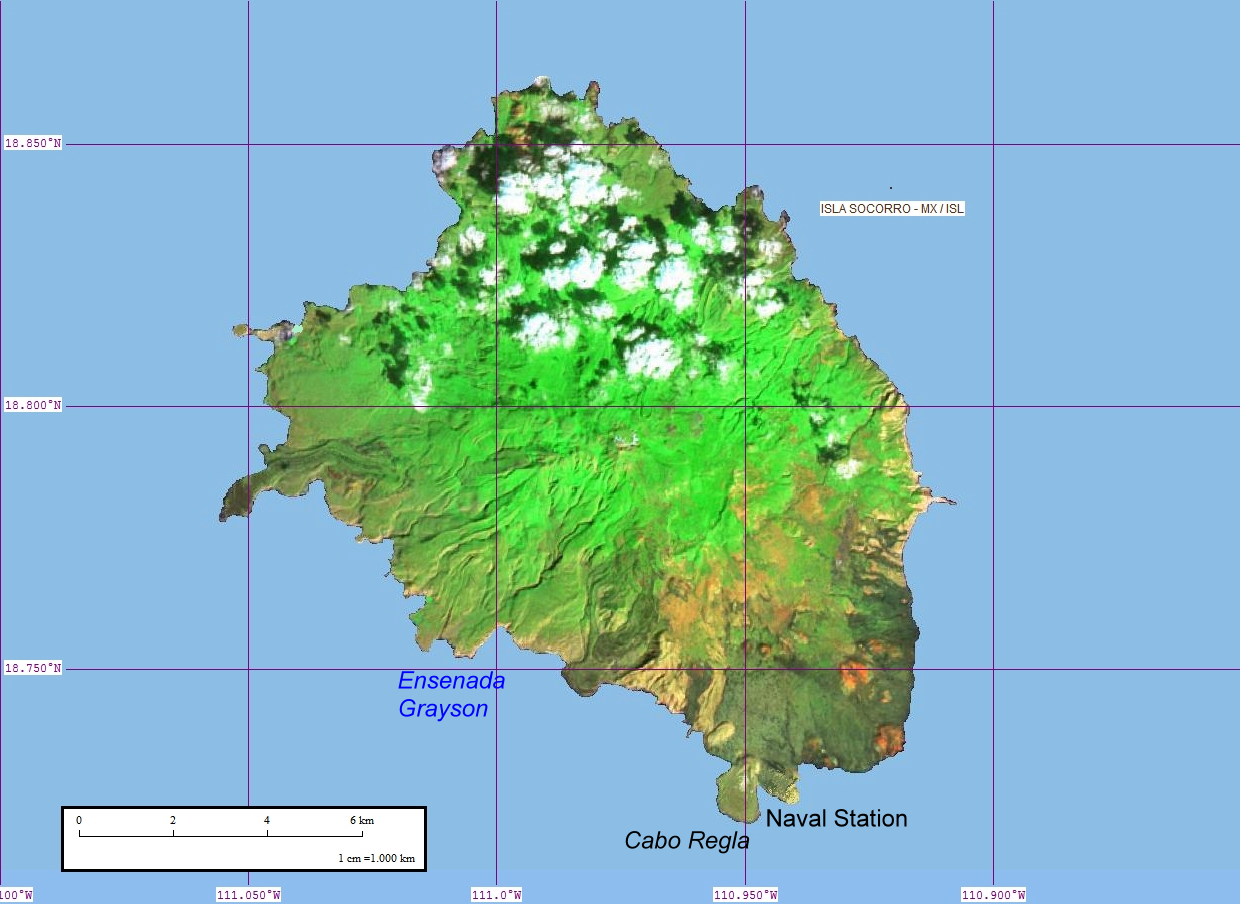

18°47′04″N 110°58′30″W / 18.78444°N 110.97500°W
索科羅島是墨西哥的火山島，位於下加利福尼亞半島以南440公里，屬於雷維利亞希赫多群島的一部分，由科利馬州負責管轄，長16.8公里、寬15.6公里，面積131.86平方公里，最高點海拔高度1,050米。

## 外部連結
- Socorro Endemic Bird Area (BirdLife International) （页面存档备份，存于）